# Foundations Forum
Foundations Forum — ежегодный форум и музыкальный фестиваль, посвящённый рок-индустрии. Мероприятие, учреждённое компанией Concrete Marketing, проходило в Лос-Анджелесе с 1988 по 1995 годы и сопровождалось вручением премии Concrete Foundations Award. В 1996 и 1997 году формат мероприятия видоизменился и представлял собой серию выступлений F MusicFest, проходивших в клубах Лос-Анджелеса.
С момента основания в 1988 году, Foundations Forum был единственным крупным рок-фестивалем в Лос-Анджелесе. В мероприятии принимало участие большое количество музыкальных коллективов, включая группы, ещё не имеющие контрактов с крупными звукозаписывающими компаниями. На фестивале было представлено много различных музыкальных стилей, включая альтернативный рок, метал, панк, американу, а также поп-музыку. Помимо исполнителей, форум собирал представителей музыкального сообщества со всего мира. Независимые артисты могли встретиться с руководителями хард-рок-индустрии и получали шанс быть подписанными известными лейблами.
Инициатором идеи проведения мероприятия стала маркетинговая компания Concrete Marketing, в январе 1988 года основавшая журнал Foundations для представителей хэви-метал-сообщества. Помимо распространения издания, Concrete Marketing решили основать ежегодное мероприятие, на котором ключевые персоны рынка могли бы встретиться и обсудить насущные проблемы. На каждом из форумов обычно присутствовал основной докладчик, открывающий мероприятие и задающий главную тему форума, обычно проходящего в течение уик-энда. Помимо этого, были организованы панельные дискуссии и мастер-классы. Кроме того, в рамках фестиваля проходили выступления как уже признанных, так и начинающих групп. В разное время на сцене Foundations Forum выступали Judas Priest, Pantera, Alice in Chains, Extreme, Оззи Озборн, Prong и многие другие исполнители. Посетители мероприятия также получали компакт-диски с примерами записей. Одной из важных составляющих форума было вручение Concrete Foundations Awards, премии за вклад в развитие рок-музыки.
В 1988 и 1989 году мероприятие проходило в отеле Sheraton Universal Hotel. Основными докладчиками были Джоан Осборн и Джин Симмонс соответственно. В 1990 мероприятие впервые стало доступно для посещения сторонних посетителей, было куплено более 4 тысяч билетов. Вплоть до 1995 года формат форума оставался неизменным. В 1996 году было решено отказаться от одного большого мероприятия в пользу серии более маленьких. Вместо того, чтобы собирать до 30 групп под одной крышей, было привлечено более 200 групп, выступавших в 16 голливудских клубах. Новый формат получил название F MusicFest. Ключевые элементы Foundations Forum, такие как панельные дискуссии и вручение наград, остались без изменений. Последний раз F MusicFest прошёл в 1997 году.